# Børsens Offer
Børsens Offer er en dansk stumfilm fra 1916, der er instrueret af Alexander Christian.

## Handling
Denne artikel mangler et handlingsreferat. Hjælp os med at skrive det.

## Medvirkende
- Carl Lauritzen - Bankier Berg
- Johanne Fritz-Petersen - Rigmor, bankierens datter
- Thorkild Roose - Doktor Strauss
- Carlo Wieth - Gio von Theill
- Søren Fjelstrup
- Oscar Nielsen
- Axel Boesen